# Muškatni jagodnjak
Muškatni jagodnjak (znanstveno ime Fragaria moschata) je rastlina z užitnimi plodovi, ki je razširjena po Evropi in je samonikla tudi v Sloveniji.

## Opis
Muškatni jagodnjak doseže v višino med 20 in 40 cm in ima štrlečedlakavo steblo in cvetne peclje. Cvetovi so sestavljeni iz petih belih venčnih listov in so relativno veliki, saj v premeru merijo med 1,5 in 2,5 cm.
Vrsta je razširjena po osrednji Evropi do Skandinavije na severu ter v delih vzhodne Rusije.